# Scenopinus vesicularis
Scenopinus vesicularis är en tvåvingeart som beskrevs av Ebejer 2009. Scenopinus vesicularis ingår i släktet Scenopinus och familjen fönsterflugor. Inga underarter finns listade i Catalogue of Life.